# Traders
Pour plus de détails, voir Fiche technique et Distribution.
Traders est un documentaire français réalisé par Éric Rochant et sorti en 2001.

## Synopsis
Ce documentaire est consacré au monde des intermédiaires financiers. Il suit en particulier Imad Lahoud, jeune trader-informaticien qui sera au centre de l'affaire Clearstream 2.

## Fiche technique
- Titre : Traders
- Réalisation : Éric Rochant
- Scénario : Éric Rochant
- Société de production : Archipel 33
- Pays :  France
- Genre : Documentaire
- Durée : 52 minutes
- Dates de sortie :
  -  France 2001